# 黃玉珊 (導演)
黃玉珊（1954年—），台灣導演兼教授，南方影展創辦人。

## 生平
澎湖出生，高雄長大，畢業於國立政治大學英美文學系，並取得美國紐約大學電影藝術碩士。在大學畢業後，到藝術家雜誌社擔任編輯，期間認識了導演李行，而間接取得擔任場記和企劃的機會。為了提升自己對電影方面的知識，而赴美深造，並取得碩士學位。早期的執導影片以紀錄片為主，後來也開始拍攝劇情長片和短片。目前任教於國立臺南藝術大學動畫藝術與影像美學研究所，主要的研究領域是影視編導、獨立製片、女性電影、紀錄片以及電影評論。

## 影像作品

### 執導
- 1982年：《朱銘》Ju Ming（紀錄片）
  - 1983年金穗獎紀錄片優等獎
- 1983年：《四季如春的台北》Letters From Taipei（紀錄片）
  - 榮獲第21屆金馬獎最佳紀錄片
- 1984年：《謬斯》Muse
- 1984年：《陽光畫家吳炫三》The Painting Of A-Sun（（16mm紀錄片，編導）
  - 入圍第20屆金馬獎最佳紀錄片
- 1986年：《生命的喜悅－陳家榮的繪畫》Joy Of Life（紀錄片）
- 1988年：《落山風》Autumn Tempest
- 1990年：《雙鐲》Twin Bracelets
  - 1992年第11屆香港電影金像獎最佳電影歌曲（〈似是故人來〉，作曲：羅大佑 填詞：林夕 主唱：梅艷芳）
  - 1992年獲得美國舊金山國際同志電影節觀眾票選最佳劇情片
- 1990年：《牡丹鳥》Peony Birds（編導）
- 1993年：《旋乾轉坤的台灣女性》（紀錄片）
- 1996年：《台灣政治檔案─尹清楓》（民視／紀錄片）
- 1996年：《媽媽的土地》（台視／電視單元劇）
- 1997年：《海燕》The Patrel Returns
  - 1998年第1屆台北電影獎佳作
- 1997年：《愛在台灣》（台視35週年台慶專題片／紀錄片）
- 1997年：《台灣政治檔案─蔣經國與蔣方良》（民視／電視紀錄片）
- 1998年：《真情狂愛》Spring Cactus（編導）
- 1999年：《世紀女性台灣第一─許世賢》（公共電視／紀錄片）
- 2003年：《世紀女性台灣風華─修澤蘭》（公共電視／紀錄片）
- 2005年：《南方紀事之浮世光影》The Strait Story（編導）
  - 2006年：第2屆亞洲海洋電影展 競賽單元
- 2006年：《鍾肇政文學路》（紀錄片）
- 2007年：《插天山之歌》The Song of Chatian Mountain
- 2007年：《池東紀事》The Forgotten: Reflections on Eastern Pond（紀錄片）
- 2008年：《夜夜》South Night（劇情片）
- 2012年：《葉石濤文學境》（紀錄短片）
- 2015年：《百味人生》Taste of Lifey（劇情片）

### 其他
- 1977年：《白花飄雪花飄》Melody from Heaven（實習場記）（導演：李行）
- 1978年：《汪洋中的一條船》He Never Gives Up（場記）（導演：李行）
- 1979年：《小城故事》The Story of A Small Town（場記）（導演：李行）
- 1979年：《早安台北》Good Morning, Taipei（企畫）（導演：李行）
- 1989年：《生之曼陀羅》（監製）（導演：唐明亮）
- 2011年：《麵包情人》Money and Honey（監製）（導演：李靖惠）

## 文字作品

### 著作
- 1982年：《德國新電影》
- 1991年：《十年之約》小說，筆名柯里
- 1997年：《動畫電影探索》
- 2002年：《紅雪》電影劇本（與郭珍弟合著）
  - 獲得新聞局優良劇本獎
- 2005年：《南方紀事之浮世光影》電影劇本
- 2006年：《高雄影音產業策略發展暨影音育成中心設立計劃》研究案
- 2007年：《插天山之歌札記》電影書
- 2011年：劇本《新月》（與羅友竹、何昕明合著）
  - 入圍新聞局優良電影劇本獎

### 編著
- 1986年：《德國新電影》
- 1997年：《動畫電影探索》

## 獎項
- 1992年：第23屆吳濁流文學獎小說獎佳作－〈華盛頓廣場故事〉（《台文》124）
- 1997年：台灣省文藝作家協會中興文藝獎章電影類獎

## 外部連結
- 黃玉珊的Facebook專頁
- 黃玉珊在香港影庫上的簡介|
- 國家文化資料庫 - 黃玉珊[永久]
- 黑白屋電影工作室 - 黃玉珊簡介及作品年表 （页面存档备份，存于）
- 黃玉珊 - 臺灣電影網 Taiwan Cinema
- 玫瑰大眾購物網 - 真情狂愛 DVD[]